# Itambé (Bahia)
Itambé is een gemeente in de Braziliaanse deelstaat Bahia. De gemeente telt 35.512 inwoners (schatting 2009).

## Aangrenzende gemeenten
De gemeente grenst aan Barra do Choça, Caatiba, Itapetinga, Itororó, Macarani, Ribeirão do Largo en Vitória da Conquista.

## Geboren
- Filipe Augusto (1993), voetballer

## Galerij

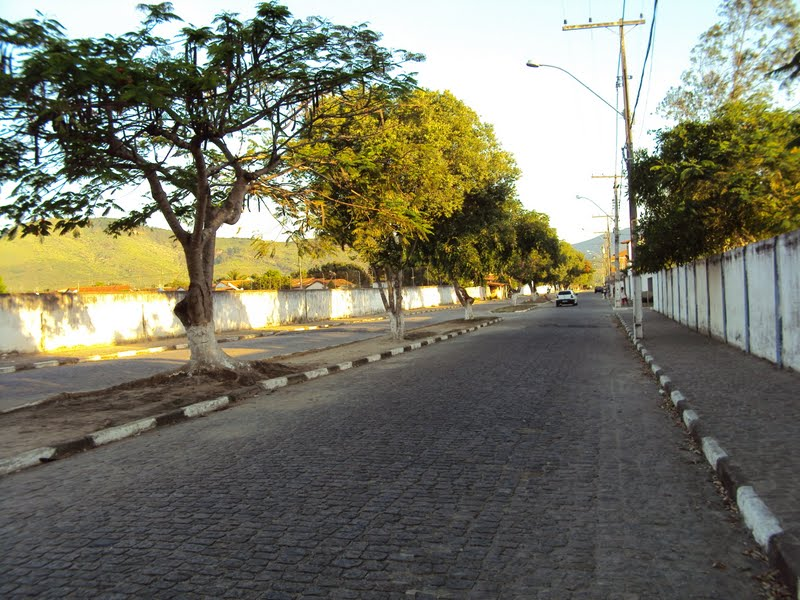
Av. João Durval Carneiro
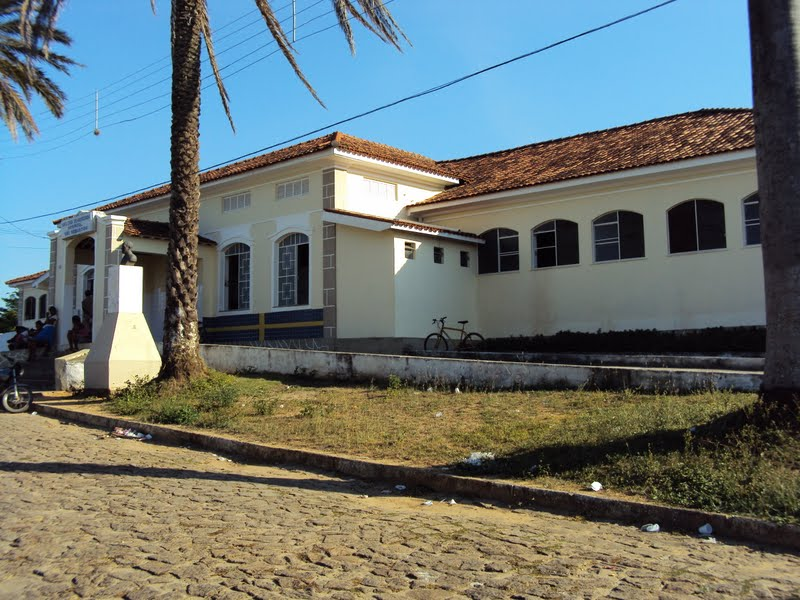
Santaca